# Markus Fiedler (Regisseur)
Markus Fiedler (* 1972 in Hamburg) ist ein deutscher Regisseur und Drehbuchautor.

## Leben
1993 nahm Fiedler ein Psychologiestudium an der Universität Hamburg auf, das er 2001 mit dem Diplom abschloss. Von 1997 bis 2007 war er als Siebdrucker, Grafiker und Layouter tätig und studierte im Anschluss an der Hochschule für Bildende Künste Hamburg von 1998 bis 2003 visuelle Kommunikation. Von 2007 bis 2011 absolvierte er ein postgraduales Diplomstudium der audiovisuellen Medien (Film und Fernsehen) an der Kunsthochschule für Medien Köln. 

## Filmografie
- 2003: Verkorkste Verhältnisse
- 2004: Der Dritte Geburtstag
- 2007: Kontaktabzug
- 2009: Beziehungskisten
- 2011: Das ganze Stadion
- 2011: We Have No Choice
- 2013: Elifs Männer
- 2015: Grund und Boden
- 2017: Alter Knacker
- 2018: Cast Away Souls
- 2022: Lagerhaus G (Dokumentarfilm über das Lagerhaus G, 102 Minuten)